# Апелляционный суд Нумеа
Апелляционный суд в Нумеа — апелляционный суд, который рассматривает дела из судов двух французских заморских общин — Новой Каледонии и Уоллис и Футуна.

## История
Территориальная юрисдикция этого апелляционного суда первоначально охватывала колонию Новая Каледония и зависимые территории, наделенная судебной организацией указом от 17 октября 1862 г.
Указом от 8 августа 1933 г. жители Уоллиси и Футунии впервые подпадают под действие французской судебной системы в определенных случаях, включая их в юрисдикцию судов Новой Каледонии. Наконец, законом от 29 июля 1961 г., превращающим Уоллис-и-Футуну в заморскую территорию Французской Республики, устанавливается в статье V «на территории островов Уоллис и Футуна обеспечить юрисдикцию общего права, входящую в компетенцию Апелляционного суда Нумеа, и юрисдикцию местного права», который так и не был создан. Декретом от 26 декабря 1983 года отделение суда первой инстанции Нумеа в Уоллисе и Футуне преобразовано в суд первой инстанции Мата-Уту, а на этих островах создан суд по делам детей.
Дворец Правосудия Нумеа, размещавшийся в четырех последовательных зданиях в колониальном стиле с 1862 по 1960 год (в том числе в отеле Праше с 1888 по 1960 год), в феврале 1960 года переехал на так называемый «оливковый холм» (названный в честь деревьев, которые были посажены там в 1901 году инженером-агрономом Шарлем Этессом), расположенный между внешним бульваром и дорогой Анс-вата, на границе между кварталами Фобур Бланшо и Латинским кварталом. В 2005 году Апелляционный суд разместился в новом здании, построенном в этом комплексе.

## Суды юрисдикции
| -               | Суд первой инстанции                  | Промышленный суд | Смешанный арбитражный суд |
| --------------- | ------------------------------------- | ---------------- | ------------------------- |
| Новая Каледония | Нумеа + две отдельные секции: Коне Вэ | Нумеа            | Текст ячейки              |
| Уоллис и Футуна | Мата-Уту                              | Мата-Уту         | -                         |